# Lucro
Lucro (do termo latino lucru), em sentido amplo, é todo ganho ou vantagem obtidos. No campo mais estrito da economia, é o retorno positivo de um investimento, deduzido dos gastos que este exigiu.
Na economia, o termo lucro tem dois significados distintos, mas relacionados. O lucro normal representa o custo de oportunidade total (explícito e implícito) de uma empresa de um empreendedor ou investidor, enquanto o lucro econômico é, pelo menos na teoria neoclássica, que domina a economia moderna, a diferença entre a receita total da empresa e todos os custos, inclusive o lucro normal.. Em ambos os casos, o lucro econômico é o retorno a um empresário ou um grupo de empresários. O lucro econômico é, portanto, o retorno ao proprietário do capital social, dinheiro ou títulos investidos inicialmente. Um conceito relacionado, muitas vezes considerado como sinônimo em determinados contextos, é o de renda económica - o lucro econômico pode ser considerado como a renda empresarial
Outros tipos de lucro têm sido referenciadas ao conceito, incluindo os lucros sociais (relacionados às externalidades). Não deve ser confundido com o lucro em finanças e contabilidade, que é igual à receita menos custos explícitos, ou mais-valia, um conceito na teoria econômica marxista. Na verdade, a definição dominante do termo hoje deve ser diferenciado do que foi dado pela economia clássica, que define o lucro como o retorno ao empregador do estoque de capital (como máquinas, fábricas, e arados), em qualquer exercício que envolva o trabalho produtivo. As definições da teoria neoclássica, no entanto, somente equivalem quando se considera que devolvem-se lucros a quem investiu capital (financeiro). Segundo os princípios da economia aziendal, o lucro pode ser originário do funcionamento (lucro operacional) e do rédito (lucro da gestão econômica).

## História
Durante a Idade Média, a ética religiosa foi um poderoso impedimento a práticas gananciosas e especulativas nas relações econômicas ocidentais. Com o crescimento do comércio e o advento do mercantilismo, essa ética foi deixada de lado mas ainda não se apercebia do fato de o lucro ser causado pela expansão econômica e aumento da capacidade produtiva. O empenho existente era pelo monopólio imposto pelos comerciantes marítimos e pelas proibições de exportação de matérias-primas e importação de produtos manufaturados, pelos industriais. Somente com a influência de Adam Smith, que se posicionaria contra essas práticas, defendendo a liberdade de comerciar e consumir, com o bem-estar de todos garantido pela expansão do processo produtivo, é que o quadro antigo começaria a se alterar.
Otávio Gouveia de Bulhões afirma que, no mercantilismo, "o lucro está subordinado à valorização ou desvalorização do produto". O autor assinala também que, durante a Revolução Industrial, Karl Marx defendeu que o lucro seria a parcela não paga ao assalariado, enquanto a Escola Austríaca, através de Böhm-Bawerk, teorizou que o produto acabado tem mais valor do que o alcançado pelos fatores de produção, pois a escola acreditava na ideia de que os produtos do presente possuem mais valor do que os produtos futuros. Bulhões chama o primeiro de "lucro-confisco (advindo da transferência de renda)" e o segundo de "deságio". Conclui que o "lucro de investimento, como soma adicional de renda" somente seria compreendido no Século XX. Segundo Bulhões, foi Knut Wicksell que, a partir de 1934, "deu ênfase à mudança de escala de produção como característica do investimento e assinalou o acréscimo de produtividade como fonte de lucro".

## Lucro normal
O lucro normal é um componente (implícito) dos custos, e portanto, não um componente do lucro econômico. O componente de lucro normal da empresa é, portanto, o lucro que o empresário considera necessário para fazer funcionar o seu investimento, ou seja, é comparável ao custo de oportunidade.. Se a empresa não o inclui como um fator de produção, ele também pode ser visto um retorno de investimento de capital, o que equivale ao retorno do capital que o proprietário poderia ter esperado (em um investimento seguro), uma compensação pelo risco. Em outras palavras, o lucro normal varia dentro e entre os custo dos investimentos, e é compatível com o grau de risco associado a cada tipo de investimento, conforme a taxa de risco-retorno.
Apenas os lucros normais surgem em circunstâncias de concorrência perfeita, quando o equilíbrio econômico de longo prazo é alcançado, não há incentivo para as empresas entrarem ou saírem do mercado.

## Lucro econômico
O lucro econômico surge quando a receita ultrapassa o custo de oportunidade dos insumos, observando que estes custos incluem o custo de capital próprio que é preenchido por lucros normais. Se uma empresa está tendo uma perda econômica (o seu lucro econômico é negativo), segue-se que todos os custos previstos não estão sendo cumpridos na íntegra, bem como a empresa faria melhor em deixar o mercado no longo prazo. Em termos da economia em geral, o lucro econômico indica que os recursos estão sendo empregados em empreendimentos úteis, enquanto as perdas econômicas indicam que os recursos seriam melhor empregados em outros investimentos.

## Categorias de lucro no Brasil
Otávio Gouveia de Bulhões cita o erro histórico no Brasil de considerar-se lucro a elevação de preços, tanto que o termo em inglês valorization foi definido pelo Dicionário Webster como um neologismo de origem brasileira, difundido no mundo com a expressão "valorização do café".  Esse autor foi um dos defensores da metodologia da correção monetária que procuraria expurgar do cálculo do lucro os efeitos relacionados com a inflação.
Contabilmente, lucro nada mais é do que valores excedentes de um investimento capitalizacional, relacionando isso ao mais puro cálculo de subtração em relação a receita e despesa. Cujo valor será positivo, em sua diferença realizada no cálculo simples de receitas menos despesa. Em épocas de alta inflação como nas décadas de 1970 a 1990, essa subtração no Brasil teve que ser ajustada pelo cálculo das correções monetárias dos investimentos civilizacionais.
De acordo com a estrutura das Demonstrações Contábeis de Resultados utilizadas no Brasil, o lucro sob esse conceito é ainda desdobrado nas seguintes categorias:
- Lucro bruto: diferença positiva de Receitas menos Custo;
- Lucro operacional: diferença positiva do lucro bruto e das despesas operacionais;
- Lucro não operacional: resultado positivo das receitas e despesas não operacionais;
- Lucro líquido: diferença positiva do lucro bruto menos o lucro operacional e o não operacional;
- Lucro a ser distribuído: lucro líquido menos a quantia destinada a Reservas de Lucros ou compensada com os Prejuízos Acumulados;

A legislação tributária criou outras categorias de Lucro, a saber (vide Contabilidade tributária):
- Lucro real: base de cálculo do imposto de renda das pessoas jurídicas. (Contabilmente, seria o lucro líquido menos as adições e exclusões de despesas feitas para fins de apuração do tributo citado).
- Lucro inflacionário: parcela do lucro real, composta do saldo credor da correção monetária de balanços ajustado pelas variações monetárias e cambiais, e que podia ser diferido, ou seja, devido em exercícios futuros).
- Lucro de exploração: parte do lucro real formado pelas Receitas oriundas de incentivos fiscais do imposto de renda (isenção ou redução).
- Lucro presumido: outra base de cálculo do imposto de renda, basicamente sobre receitas, e com escrituração simplificada no livro caixa.

### Lucro real
Lucro real é uma expressão da legislação fiscal (mais antigamente conhecida como lucro tributável), para a apuração do imposto de renda e da Contribuição Social sobre o lucro líquido (CSLL) da pessoa jurídica, onde o imposto de renda é determinado a partir do lucro contábil, acrescido de ajustes (positivos e negativos). O pagamento é feito mediante a utilização do Documento de Arrecadação de Receitas Federais - Darf.

## Lucro e Ecologia
O Lucro e a Ecologia são dois temas que caminham juntos. Ambos estão interligados nos debates que visam entender como a sustentabilidade corporativa e a responsabilidade socioambiental fazem parte de uma série de críticas ao modelo de desenvolvimento baseado na exploração intensiva de recursos naturais. Os temas aqui citados também geram reflexões sobre como esse modelo de extração de recursos interfere diretamente em debates contemporâneos sobre a crise climática e o futuro do planeta.
No contexto das sociedades contemporâneas, onde o Lucro sobressai qualquer ideia de sustentabilidade ou de responsabilidade ecológica, temos uma enorme demanda imobiliária se criando nas grandes cidades. Empresas buscam aumentar seus territórios de investimento e liderar o mercado financeiro sem se importar com as questões ecológicas. Em busca de altos lucros, exploração e degradação de ambientes florestais, rios e comunidades se tornaram algo inevitável.
Algumas pesquisas atuais evidenciaram práticas que buscam ser sustentáveis dentro do âmbito da responsabilidade socioambiental corporativa e que trouxeram novas críticas ao modelo capitalista.
Uma dessas investigações teve como objetivo analisar se houve maior rentabilidade entre as empresas que investem em práticas de sustentabilidade e que estão listadas no Índice de Sustentabilidade Empresarial (ISE) da Bovespa.

## Os tombamentos dos rios de São Paulo
O tombamento dos rios de São Paulo (entendido aqui como o processo de canalização, retificação e, em muitos casos, soterramento de cursos d'água) está diretamente ligado à lógica de crescimento urbano da cidade, que historicamente privilegiou interesses econômicos e de valorização imobiliária em detrimento da preservação ambiental. A reconfiguração da hidrografia paulistana a partir do século XX foi influenciada por uma visão de progresso associada a um ideal maior, onde o empreendimento urbano era a chave para o crescimento da região.
A cidade de São Paulo foi originalmente formada na área hidrográfica extensa, composta por rios como o Tietê, Pinheiros, Tamanduateí e vários córregos. Até o final do século XIX, esses cursos d’água desempenhavam funções vitais para o abastecimento e transporte da região. Porém, a partir da década de 1930, com o grande movimento intenso da urbanização, o processo de canalização dos rios mudou atendendo a um objetivo de controlar as enchentes e liberar terrenos para o crescimento de prédios e empresas.
As mudanças nos rios da cidade trouxeram muitos problemas. Com tanto asfalto e concreto, a água da chuva não tem mais para onde escoar, e as enchentes ficaram cada vez mais frequentes e fortes. Além disso, muitos animais e plantas que viviam nos rios desapareceram, e a água ficou mais poluída. As pessoas também se afastaram dos rios, que acabaram escondidos ou esquecidos. Quem mais sofreu com tudo isso foram as comunidades mais pobres, foram empurradas para áreas distantes e mais vulneráveis.
Nos últimos anos, de movimentos sociais à pesquisadores e organizações ambientais tem se mobilizado para trazer de volta a relação entre São Paulo e seus rios. Projetos como o Rios e Ruas buscam mostrar que, por baixo do asfalto, ainda existem cursos d’água vivos, que podem ser reconhecidos e revitalizados. Em algumas partes da cidade, já começaram pequenas experiências para recuperar córregos esquecidos e pensar um jeito de planejar a cidade respeitando a natureza.

## Marketing Verde
O '''ambientalismo no século XX''' refere-se ao conjunto de movimentos e iniciativas que emergiram em países desenvolvidos, a partir da segunda metade do século. Esse movimento focou na conservação da natureza, na crítica ao uso indiscriminado de recursos naturais e na promoção da justiça ambiental. Caracterizado por sua fragmentação e ausência de uma agenda unificada, o movimento abrangia uma coalizão diversificada de grupos com interesses específicos, como proteção da vida selvagem, combate à poluição, oposição a megaprojetos de infraestrutura (como barragens) e defesa de populações vulneráveis, entre outras causas.
Nas décadas seguintes à Segunda Guerra Mundial, o rápido crescimento industrial e a expansão agrícola intensiva em países desenvolvidos geraram preocupações crescentes sobre degradação ambiental. Nesse período, organizações e ativistas começaram a desafiar políticas públicas e práticas corporativas que privilegiavam o desenvolvimento econômico em detrimento da sustentabilidade ecológica. A poluição do ar e da água, a perda de biodiversidade e os impactos de pesticidas químicos tornaram-se focos centrais de mobilização, embora as demandas variassem significativamente entre grupos regionais e temáticos.
A publicação do livro ''Primavera Silenciosa'' (1962), da bióloga marinha Rachel Carson, marcou um ponto de virada na conscientização pública sobre os riscos ambientais. A obra criticou duramente o uso indiscriminado de pesticidas sintéticos, como o DDT, promovido pelo Departamento de Agricultura dos Estados Unidos como parte da Revolução Verde. Carson demonstrou como esses químicos, amplamente utilizados para aumentar a produtividade agrícola, contaminavam cadeias alimentares, ameaçavam espécies e colocavam em risco a saúde humana, associando-os a casos de câncer e doenças neurológicas.
O livro enfrentou forte oposição da indústria química, que o descreveu como "alarmista", mas a linguagem acessível influenciou a opinião pública. ''Primavera Silenciosa'' é creditado por catalisar a criação da Agência de Proteção Ambiental dos Estados Unidos (EPA) em 1970 e pela posterior proibição do DDT em diversos países.

## A mudança do padrão de produção
Algumas empresas tem percebido uma mudança nas intenções dos consumidores. Quando se trata do assunto, a preferência por produtos que não contribuam para a destruição do meio-ambiente, tem ganhado um lugar cada vez maior na lista de compras, o chamado “agir na prateleira do supermercado”. Ao escolher mais produtos com embalagens biodegradáveis, movimenta-se a indústria como um todo, fazendo a repensar sua linha de produção. Por outro lado, empresas que não se adaptarem a esse novo mercado, poderão ficar para trás, em uma economia cada vez mais dinâmica, onde a adaptação lenta leva à perda de espaço, atender às novas preferências de consumo é primordial.
Na mesma linha dessa mudança de preferência, estão os produtos da Agricultura Orgânica (AO), os quais com ajuda do marketing tem ganhado peso no processo decisório de compra. Nos corredores dos supermercados, o selo de produto AO chama a atenção, ligado à uma imagem de saldável (um outro fator que tem influenciado a opção de compra), ganham uma nova roupagem de produto premium, aumentando ainda mais as chances de ser o escolhido em meio a outros tantos, de preços até mais baixos, mas que não trazem a sensação de se estar preservando o meio ambiente e cuidando de si mesmo.
Na ponta das indústrias, a migração para a AO ganha mais um elemento positivo, pois esse tipo de produção tende a ser mais lucrativo. Como os produtos ganham uma apresentação de uma qualidade superior, ostentam um valor agregado maior, sendo preferidos em meio aos concorrentes mas, também, essa forma tende a ser mais produtiva. Contudo, esse aumento de produtividade não ocorre em um curto prazo, fator que pode ser um grande limitador para essa transição, há uma diminuição dos gastos com agrotóxicos, porém a queda imediata da produção, e o custo de adubação para recuperação do solo tende a elevar os custos mais acentuadamente. No cultivo específico do café, como exemplificador, há uma queda na produção após a transição que gira em torno de 10% a 30%, mas que tende a se recuperar em um período de 5 a 6 anos, em contra partida o café com selo orgânico tem um valor em média 20% a 30% contribuindo para equilibrar as perdas iniciais.